# Cadalso de los Vidrios
Cadalso de los Vidrios − miasto w Hiszpanii we wspólnocie autonomicznej Madryt, około 80 km na południowy zachód od stolicy.

## Historia
Początki miasta sięgają czasów jeszcze sprzed okupacji muzułmanów na Półwyspie Iberyjskim, jednakże ten okres w dziejach miasta nie jest całkowicie udokumentowany. Miasto zostało zajęte i przez prawie 3 wieki znajdowało się pod okupacją muzułmańską. W 1082 zostało odzyskane przez króla Kastylii Alfonsa VI.